# Idiops meadei
Idiops meadei är en spindelart som beskrevs av O. Pickard-Cambridge 1870. Idiops meadei ingår i släktet Idiops och familjen Idiopidae.
Artens utbredningsområde är Uganda. Inga underarter finns listade i Catalogue of Life.